# Thường Thắng Quân

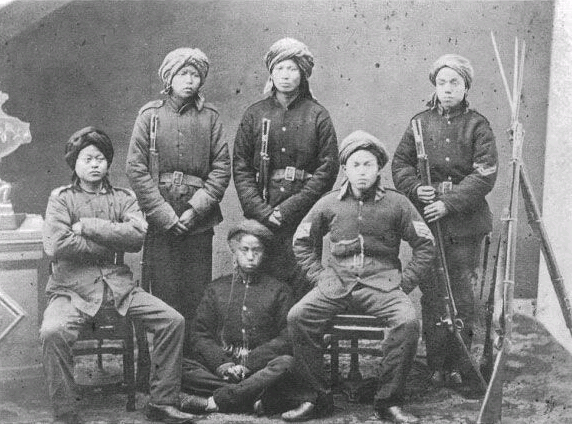
Một số thành viên của Thường Thắng Quân

Thường Thắng Quân (tiếng Trung Quốc: 常勝軍, bính âm: Cháng Shèng jūn; phiên âm Wade-Giles: Ch'ang Sheng Chün) là một đội quân đánh thuê của triều đình nhà Thanh ở cuối thế kỷ XIX trong lịch sử Trung Quốc. Thường Thắng Quân đã chiến đấu cho quân đội nhà Thanh chống lại các phiến quân nổi dậy của Niệp quân và góp công trong việc trấn áp khởi nghĩa Thái Bình Thiên Quốc. Thường Thắng Quân bao gồm những binh lính người Trung Quốc được đào tạo và chỉ huy bởi một số sĩ quan châu Âu (bao gồm cả trang bị, phương tiện chiến tranh hiện đại thời bấy giờ). Mặc dù quân đội chỉ được hoạt động trong một vài năm (từ năm 1860 đến 1864) nhưng nó chình là công cụ chủ lực của triều đình trong việc dập tắt các cuộc nổi dậy ở phong trào Thái Bình Thiên Quốc. Đây là lần đầu tiên quân đội Trung Quốc đã được đào tạo một cách bài bản về kỹ thuật châu Âu hiện đại đặc biệt là về chiến thuật và chiến lược. Nó đã trở thành một mô hình mới cho quân đội Trung Quốc sau này.

## Hình thành

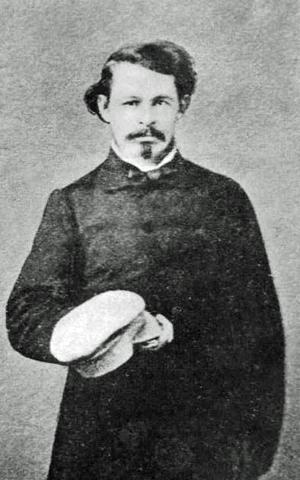
Frederick Townsend Ward, người đã có công kiến lập Thường Thắng Quân

Thường Thắng Quân khởi đầu là một lực lượng quân sự độc lập được thành lập dưới sự chỉ huy của Frederick Townsend Ward vào năm 1860. Townsend Ward đã cất công giới thiệu tất cả những gì cần thực hiện, ý tưởng cấp tiến liên quan đến cơ cấu lực lượng, đào tạo, kỷ luật, và vũ khí chiến đấu. Ông ta tin rằng việc đào tạo tốt, tăng cường công tác kỷ luật, các đơn vị phối hợp chiến đấu tốt có thể đánh bại lực lượng lớn hơn mình mà thiếu những phẩm chất quan trọng này. Sau nhiều chiến thắng ban đầu, nhà Thanh chính thức ban cho danh hiệu "Thường Thắng quân" vào tháng 3 năm 1862.
Sau cái chết của Townsend Ward trong tháng 9 năm 1862 trong một trận đánh, chỉ huy của Thường Thắng quân thuộc về tay Charles George Gordon. Dưới quyền của Gordon, Thường Thắng quân đã phối hợp với các lực lượng hoàng gia Trung Quốc chiến đấu một số trận đánh cuối cùng và góp phần quyết định trong việc kết thúc cuộc nổi dậy Thái Bình Thiên Quốc. Đặc biệt là vào tháng 11 năm 1863, Thường Thắng Quân dưới sự chỉ huy của Charles Gordon đã tái chiếm thành phố Tô Châu giàu có từ tay quân Thái Bình Thiên quốc.

## Quân số và phạm vi hoạt động

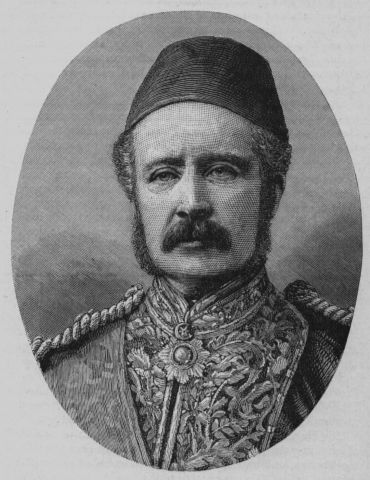
Đề đốc (提督) Charles Gordon, chỉ huy Thường Thắng quân.

Thường Thắng quân có số binh lính thuộc biên chế khoảng 5.000 binh sĩ (tại thời điểm cao nhất). Đội quân này thường đánh bại lực lượng nổi dậy với số lượng lớn hơn nhiều bởi vì nó đã được vũ trang tốt hơn, chỉ huy tốt hơn và đào tạo bài bản hơn. Đây là lần đầu tiên quân đội Trung Quốc có sự kết hợp đào tạo theo phong cách phương Tây với chiến thuật, vũ khí hiện đại, và quan trọng nhất, là tính khẩn trương, tốc hành trong chiến đấu, Các đơn vị bộ binh của đội quân này có thể di chuyển nhanh hơn so với đối thủ của họ.
Mặc dù Gordon đã nhận được nhiều những khoản lợi lộc cho những chiến thắng, nhưng phải thừa nhận rằng ảnh hưởng của Lý Hồng Chương đối với đội quân này là không nhỏ.
Các lực lượng mới được tuyển mộ ban đầu của Thường thắng quân bao gồm khoảng 200 lính đánh thuê chủ yếu là châu Âu, sẵn sàng nhập ngũ trong khu vực Thượng Hải từ thủy thủ, những kẻ du thủ, du thực, vô lại và những người thích thám hiểm, phiêu lưu. Nhiều người đã bị sa thải vào mùa hè năm 1861, nhưng phần còn lại đã trở thành chỉ huy của 1.200 binh lính Trung Quốc được tuyển dụng bởi Townsend Ward.
Các binh sĩ Trung Quốc đã tăng lên đến 3.000 vào tháng 05 năm 1862, tất cả được trang bị vũ khí Tây Dương, được sự hỗ trợ của các nhà chức trách Anh tại Thượng Hải. Trong suốt bốn năm tồn tại của Thường Thắng Quân, họ chủ yếu hoạt động trong phạm vi một bán kính 30 dặm của Thượng Hải.

## Cơ cấu tổ chức

### Biên chế
Các đội bộ binh của Thường Thắng quân được tổ chức thành các tiểu đoàn (Gordon thì thường gọi là trung đoàn). Đến năm 1864, có sáu trung đoàn mỗi trung đoàn có tổng số từ 250 và 650 nam giới. Mỗi trung đoàn được bố trí hai nhân viên nước ngoài, bảy hạ sĩ chỉ huy của Trung Quốc và 80 lính của Trung Quốc. Có một thông dịch viên cho mỗi trung đoàn Trung Quốc, mặc dù lệnh đã được đưa ra chỉ bằng tiếng Anh mà binh lính phải học bằng cách thuộc lòng.
Bên cạnh đó, Townsend Ward đã tạo ra một lực lượng vệ sĩ riêng người Philippines với số lượng khoảng 200-300 người. Theo lực lượng này bao gồm cả Gordon và một nhóm nước ngoài (bao gồm cả người châu Phi và châu Âu) và 100 binh lính Trung Quốc đã được tuyển chọn.

### Vũ khí hạng nặng
Vào năm 1863, Thường Thắng Quân được trang bị một đội pháo binh riêng biệt, bao gồm sáu đội pháo binh hạng nặng và nhẹ. Mỗi một đội được chỉ huy năm sĩ quan nước ngoài, 19 sĩ quan Trung Quốc cấp hạ sĩ và từ 120-150 tay pháo thủ Trung Quốc. Townsend Ward cũng đã mua và thuê một đội tàu khoảng mười hai tay chèo có vũ trang, được hỗ trợ bởi 30-50 tàu chiến Trung Quốc.

## Trang phục

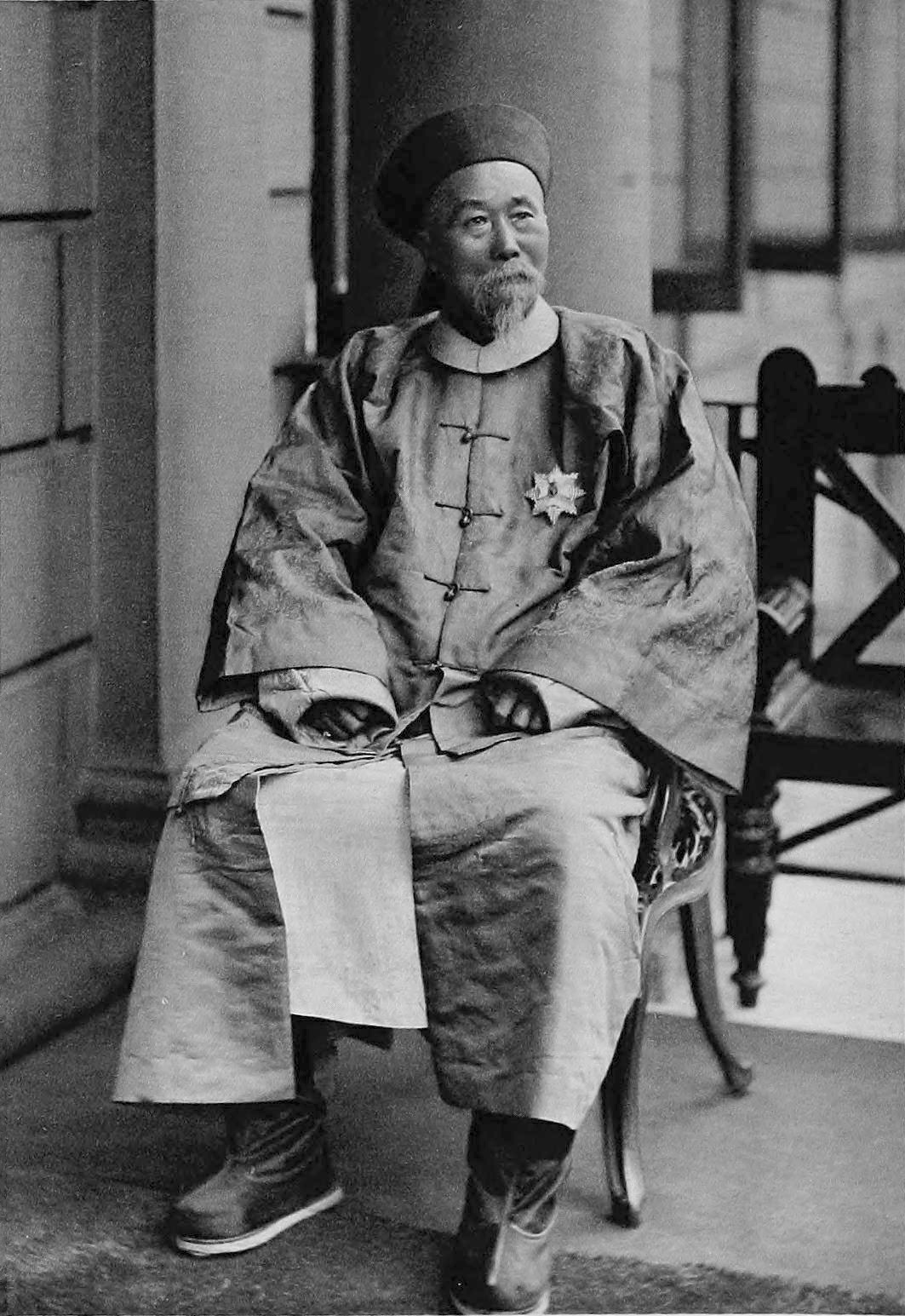
Lý Hồng Chương đã thâu tóm Thường Thắng Quân

Các vệ sĩ được mặc đồng phục màu xanh với mũ đỏ tươi và dây đai vai màu xanh lá cây có ghi các ký tự Trung Quốc. Pháo binh thì mặc đồng phục màu xanh nhạt sọc đỏ. Bộ binh mặc màu xanh đậm trong trang phục mùa đông với mũ đỏ và dây đai vai. Vào mùa hè, thì mặc đồng phục màu trắng với mũ đỏ tươi. Tất cả các đơn vị đều đeo khăn xanh.

## Giải tán
Với sự kỷ luật nghiêm ngặt của Gordon đã dẫn đến sự gia tăng quy mô đào ngũ của đội quân này. Tháng 6 năm 1863, lực lượng này đã giảm số lượng đến 1.700 người. Trong năm tồn tại cuối cùng Thường Thắng quân phần lớn được tuyển chọn từ những phiến quân Thái Bình Thiên Quốc đã bị bắt làm tù binh và được thuyết phục để thay đổi phục vụ cho đội quân này. Bởi vậy đến tháng 4 năm 1864 quân đội này đã trở nên ít hiệu quả và đã bị thất bại nhiều hơn. Và cuối cùng nó đã được giải tán vào tháng 5 năm 1864 với 104 sĩ quan nước ngoài và 2.288 binh lính Trung Quốc được rã ngũ. Phần lớn của pháo binh và bộ binh một số chuyển giao cho nhà Thanh. Người góp công trong việc giúp nhà Thanh thâu tóm Thường Thắng quân là Lý Hồng Chương.